# 2003 год в науке
В 2003 году были различные научные и технологические события, некоторые из которых представлены ниже.

## События

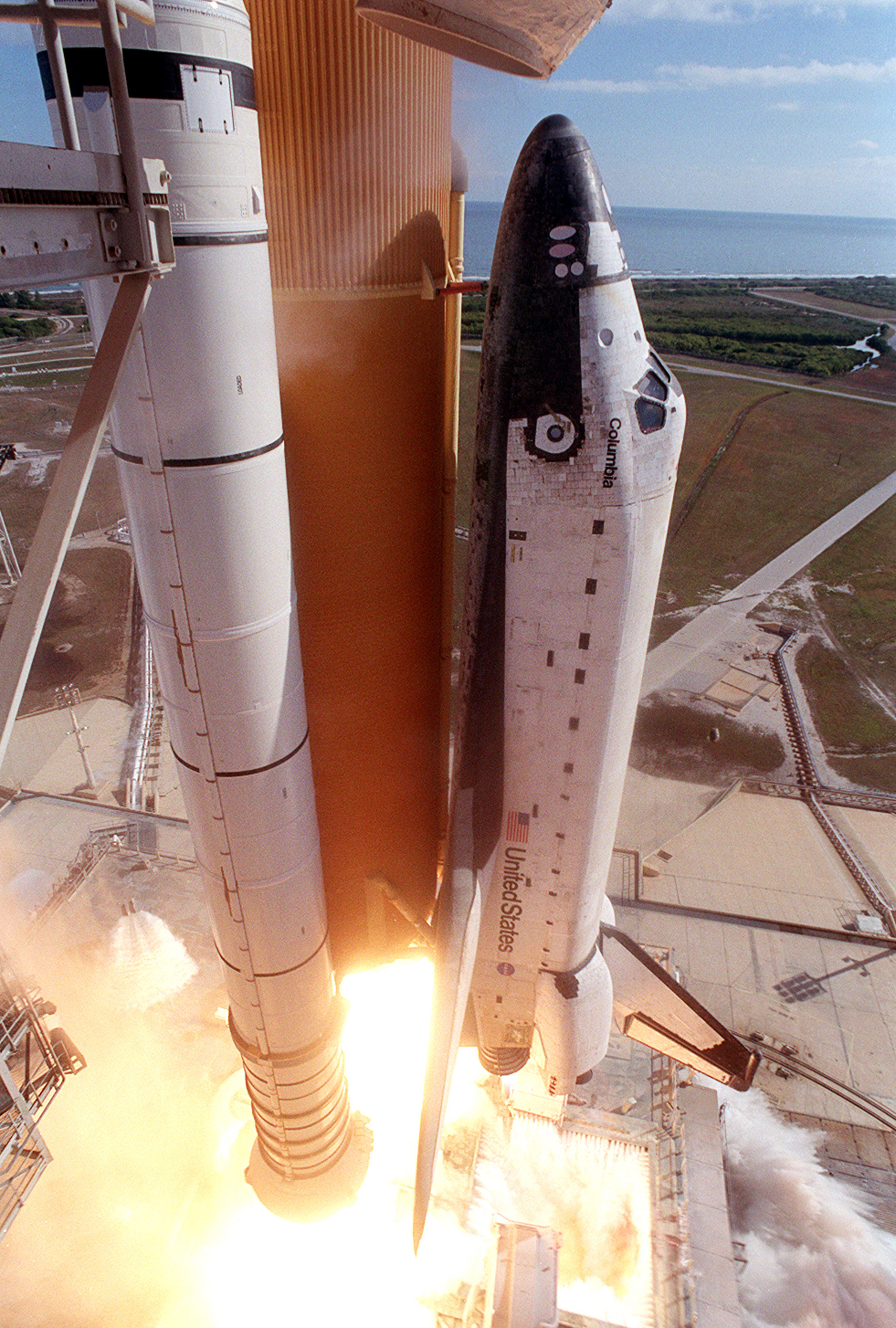
Последний старт шаттла «Колумбия», 16.1.2003 15:39 UTC

- 16 января — последний старт шаттла «Колумбия», 15:39 UTC.
- 1 февраля — катастрофа космического шаттла «Колумбия». Корабль взорвался при заходе на посадку; все семеро членов экипажа погибли.
- 16 мая — полное лунное затмение в экваториальной зоне Земли (фаза 1,13)[1].
- 31 мая — кольцеобразное солнечное затмение (максимальная фаза 0,9384)[2].
- 10 июня — ракета-носитель «Дельта-2», c марсоходом Спирит на борту, успешно стартовала с космодрома на мысе Канаверал в рамках проекта Mars Exploration Rover.
- 7 июля — был запущен второй марсоход Оппортьюнити проекта Mars Exploration Rover.
- 15 октября — в КНР запущен первый космический корабль с космонавтом на борту — Shenzhou 5.
- 9 ноября — полное лунное затмение в южном полушарии (фаза 1,02)[1].
- 23 ноября — полное солнечное затмение (максимальная фаза 1,0379)[3].

## Достижения человечества
- апрель — проект «Геном человека» объявил о почти полном секвенировании генома человека.
- 2 июня — запуск космического аппарата Марс-экспресс Европейского космического агентства, предназначенного для изучения Марса.
- 27 сентября — запуск Смарт-1, первой автоматической станции Европейского космического агентства для исследования Луны.

### Открытия

Карта реликтового излучения, построенная WMAP

- 11 февраля — космический аппарат WMAP завершил первое детальное картографирование распределения космического микроволнового фонового излучения.

### Изобретения
- Март — компания Intel представила процессор Pentium M.

### Новые виды животных
- Животные, описанные в 2003 году

## Награды
- Нобелевская премия
  - Физика — Алексей Алексеевич Абрикосов, Виталий Лазаревич Гинзбург, Энтони Леггет, «За создание теории сверхпроводимости второго рода и теории сверхтекучести жидкого гелия-3».
  - Химия — Питер Агре, «За открытие ионного канала». Родерик Маккинон, «За изучение структуры и механизма ионных каналов».
  - Физиология и медицина — Пол Лотербур, Питер Мэнсфилд — «За изобретение метода магнитно-резонансной томографии».

- Премия Бальцана
  - История Европы XX века — Эрик Хобсбаум, (Великобритания).
  - Инфракрасная астрономия — Райнхард Генцель, (Германия).
  - Социальная психология — Серж Московичи, (Франция).
  - Генетика и теория эволюции — Вен Сюнг Ли, (Тайвань — США).

- Информатика
  - Премия Тьюринга
    - Алан Кэй — За многочисленные новаторские идеи, которые легли в основу современных объектно-ориентированных языков, руководство командой разработчиков языка Smalltalk и за фундаментальный вклад в развитие области ПК.

  - Премия Кнута
    - Миклош Айтаи[англ.].

- Абелевская премия
  - Жан-Пьер Серр (Коллеж де Франс, Париж, Франция) — «За ключевую роль в придании современной формы многим отраслям математики, включительно топологию, алгебраическую геометрию и теорию чисел».

- Большая золотая медаль имени М. В. Ломоносова
  - Евгений Иванович Чазов — за основополагающий вклад в развитие кардиологии.
  - Майкл Дебейки — за выдающиеся достижения в области хирургии сердца.

- Международная премия по биологии
  - Shinya Inoué — клеточная биология.

- Медаль Левенгука
  - Карл Штеттер, Германия.

- Премия имени И. Я. Померанчука
  - Фримен Дайсон.

## Скончались
- 6 января — Олег Макаров, русский космонавт.
- 18 апреля — Эдгар Франк «Тед» Кодд, британский учёный, работы которого заложили основы реляционных баз данных.
- 28 мая — Илья Пригожин, бельгийский учёный, лауреат Нобелевской премии по химии 1977 года.
- 12 июля — Евгений Алексеевич Торчинов (р. 1956), российский учёный-религиовед.
- 19 июля — Юрий Иванович Витинский, советский астроном.
- 25 сентября — Александр Сергеевич Панарин, выдающийся российский политолог, философ, общественный деятель, профессор философского факультета МГУ.
- 13 октября — Бертрам Брокхауз, канадский физик, лауреат Нобелевской премии по физике в 1994 г. «за создание нейтронной спектроскопии» (совместно с Клиффордом Шаллом).
- 2 ноября — Лев Горлицкий, советский конструктор бронетехники.
- 4 ноября — Пётр Григорьевич Куликовский, советский астроном, автор «Справочника любителя астрономии».